# Catharinapaleis (Poesjkin)

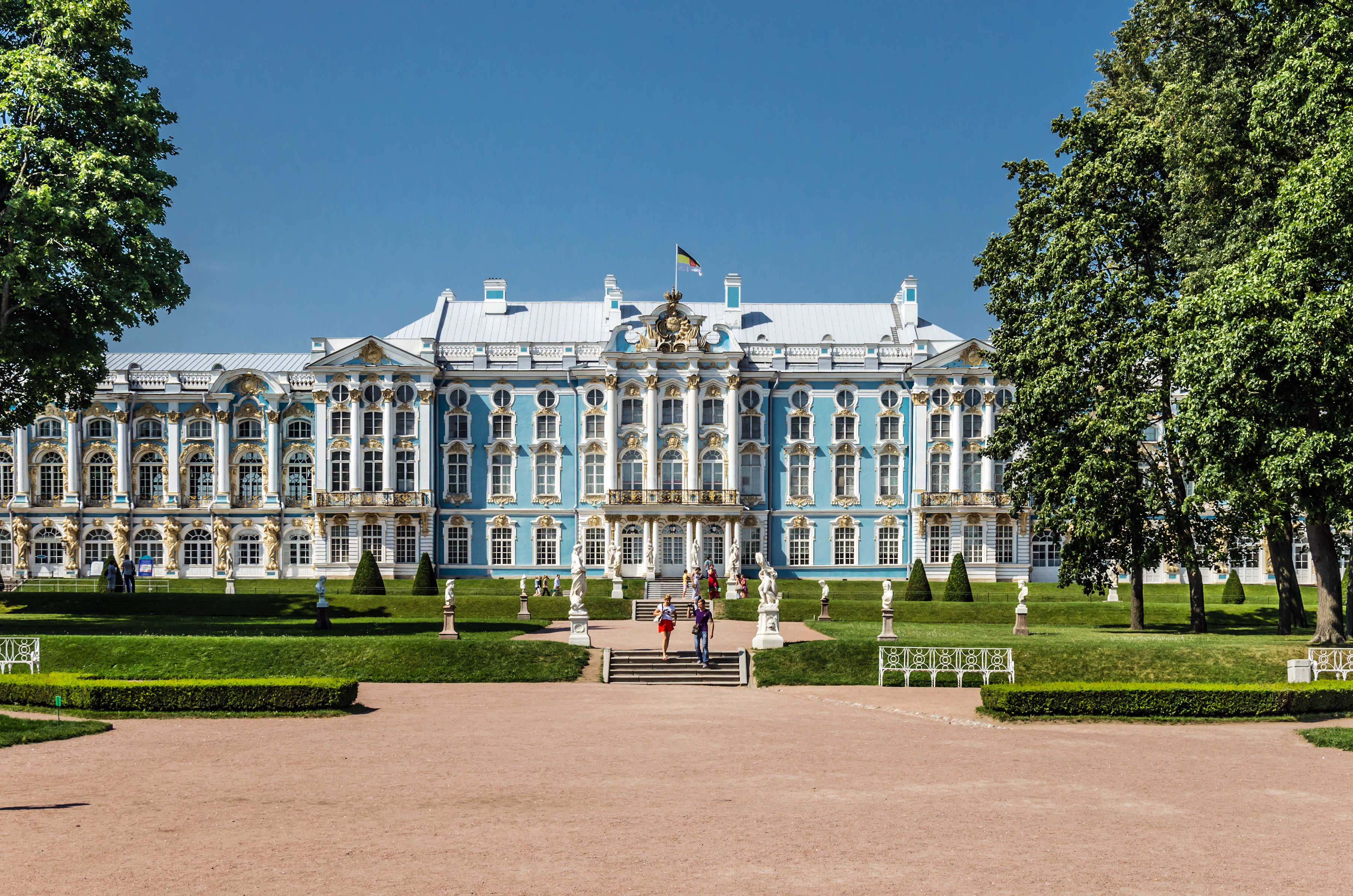
Het Catharinapaleis gezien vanaf de tuin

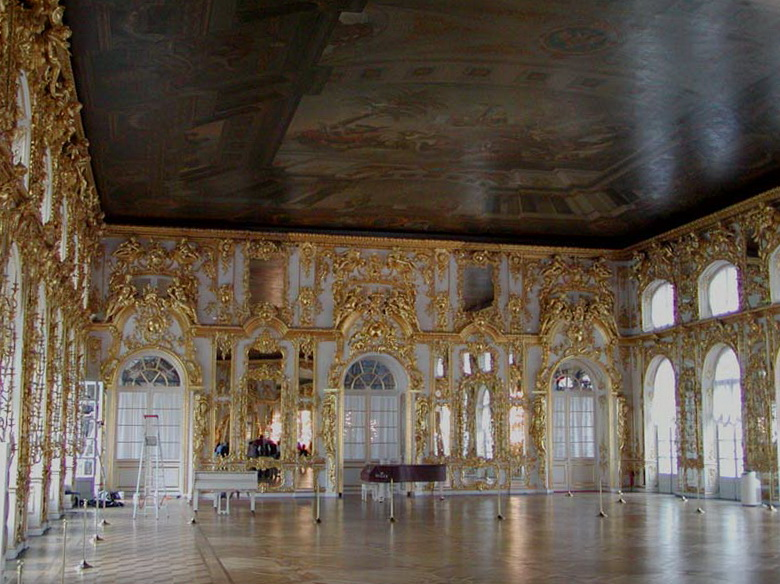
De Balzaal

Het Catharinapaleis (Russisch: Екатерининский дворец, Jekaterininskij dvorets) werd gebouwd als zomerresidentie voor de Russische tsarina Catharina de Grote. Het is gelegen in Poesjkin (vóór 1917 Tsarskoje Selo, "Tsarendorp", geheten), circa 25 km ten zuiden van Sint-Petersburg. 
Tijdens de Tweede Wereldoorlog werden alle gebouwen moedwillig verwoest door Duitse militairen, toen zij zich terugtrokken na het mislukte beleg van Leningrad. Voordat het echter zover was gekomen, was het grootste deel van de waardevolle inboedel in veiligheid gebracht door Russische archivarissen, behalve de zgn. Barnsteenkamer. Deze werd door de nazi's weggevoerd en is sindsdien verdwenen. Na deze oorlog is het paleis geleidelijk aan herbouwd en was op tijd voltooid voor de viering van het 300-jarige bestaan van de stad Sint-Petersburg in 2003.
Het paleis is bekend om zijn grote balzaal, met een prachtig beschilderd plafond en talrijke onderscheidend gedecoreerde kleinere kamers, inclusief de gereconstrueerde Barnsteenkamer. Opvallend zijn ook de grote kachels met Delfts blauwe betegeling. Het paleis is ontworpen door de Italiaanse architect Bartolomeo Rastrelli in een weelderige rococostijl, die Catharina de Grote echter niet beviel. Voor haar persoonlijke bewoning liet zij een bescheiden gebouw neerzetten in Griekse stijl. In het park ligt het kleinere Alexanderpaleis.
Het paleis is tegenwoordig opengesteld voor bezoek. Men kan de zalen bezichtigen en ook de uitgebreide collectie kunstvoorwerpen (zoals boeken, porselein, stoelen en kleding).